# Хуан Франсиско де ла Серда
Хуа́н Франси́ско де ла Се́рда Энри́кес де Ри́бера (исп. Juan Francisco de la Cerda Enríquez de Ribera; 4 ноября 1637, Мединасели — 20 февраля 1691, Мадрид) — испанский аристократ и политик, 8-й герцог Мединасели, 7-й маркиз де Когольюдо, 4-й маркиз де Алькала де ла Аламеда, 6-й герцог Алькала-де-лос-Гасулес, 9-й граф де Лос-Моларес, 9-й маркиз де Тарифа и 8-й граф Эль-Пуэрто-де-Санта-Мария.

## Биография
Родился 4 ноября 1637 года в Мединасели. Старший сын Антонио Хуана Луиса де ла Серда, 7-го герцога Мединасели (1607—1671), и Аны Марии Луизы Энрикес де Рибера Портокарреро-и-Карденас, 5-й герцогини Алькала-де-лос-Гасулес (1613—1645).
В январе 1645 года после смерти своей матери Хуан Франсиско де ла Серда получил титул 6-го герцога Алькала-де-лос-Гасулес. 7 марта 1671 года после смерти своего отца Хуан Франсиско де ла Серда унаследовал титул 8-го герцога Мединасели и остальные отцовские титулы.
Он расширил дом Мединасели после женитьбы на Каталине де Арагон-и-Кардона (21 марта 1635 — 16 февраля 1697), герцогине Сегорбе, Кардона и Лерма, дочери Педро Энрикеса Химрона и Антонии Портокарреро и Карденас, 2-й маркизы де Алькала. Свадьба состоялась в городе Лусена 1 мая 1653 года. У супругов было двенадцать детей:
- Ана Мария де ла Серда и Арагон (1654—1656)
- Мариана Хосефа де ла Серда и Арагон (1656-?)
- Феличе Мария де ла Серда и Арагон (1657—1709)
- Луис Франциско де ла Серда и Арагон (1660—1711), 9-й герцог Мединасели (1691—1711), старший сын и преемник отца
- Ана Антония Басилия де ла Серда и Арагон (1662—1679), муж — Мельчор де Гусман Осорио Давила, 6-й маркиз де Велада, 4-й маркиз де Сан-Роман, 12-й маркиз де Асторга (+ 1710).
- Ана Каталина де ла Серда и Арагон (1663—1698), муж — Педро Антонио Рамон де Арагон, 8-й герцог де Сегорбе (1611—1690)
- Хуана де ла Серда и Арагон (1664—1724)
- Тереза Мария де ла Серда и Арагон (1665—1685)
- Лоренца Клара де ла Серда и Арагон (1666—1697), муж — Филиппо II Колонна, принц ди Палиано (1663—1714)
- Изабель Мария де ла Серда и Арагон (1667—1708), муж — Карлос Фелипе Антонио Спинола Колонна, 4-й маркиз ди Лос-Бальбасес (1665—1721)
- Франсиско де Паула де ла Серда и Арагон (1675—1681)
- Мария Николаса де ла Серда и Арагон (1680-?), муж — Диего Гаспар Велес Ладрон де Гевара и Линь, 11-й граф де Оньяте (+ 1725).

6 ноября 1675 года король Испании Карлос II достиг совершеннолетия согласно положениям завещания его покойного отца Филиппа IV. В тот же день Хуан Хосе Австрийский отправился к королевскому двору с намерением, чтобы его сводный брат предоставил ему пост губернатора монархии. После встречи двух братьев Карлос II устроил так, чтобы дон Хуан поселился во Паласио-дель-Буэн-Ретиро и ждал там указаний. Вскоре после этого состоялась драматическая беседа между королем и его матерью, тогдашней регентом Марианной Австрийской.
Как и его предшественники, герцог Мединасели остался верен дому Габсбургов и после смерти Хуана Хосе Австрийского (1679 г.) стал фаворитом Карлоса II, а также был назван его сомелье корпуса, должность несомненного влияния. и главным конюшим. Он инициировал экономическую политику явно реформистского характера, разработанную через Совет по торговле и валюте. Запущенная им девальвация валюты привела к обвалу цен и накоплению зерна, что косвенно привело к нескольким банкротствам.
Из-за провала своей экономической политики, вызвавшей вспышку восстаний в разных частях Пиренейского полуострова, вместе с военными поражениями против Франции (Регенсбургское перемирие 1684 г.), герцог Мединасели в апреле 1685 года ушел в отставку со своего поста. Позже, в июне того же года, король приказал ему удалиться от двора, что считалось равносильно его изгнанию. Он переехал в Когольюдо, а затем в Гвадалахару, но из-за обострения его болезней родственники Мединасели просили его вернуться в Мадрид для лечения недугов, получив согласие при условии, что он откажется от всех должностей, которые он занимал до сих пор. Герцог Мединасели вернулся в Мадрид, но обострение болезни привело к его смерти 20 февраля 1691 года. Он был похоронен в монастыре капуцинов Сан-Антонио в Мадриде.
Все его титулы перешли к его старшему сыну Луису Франсиско де ла Серда Арагону, 9-му герцогу Мединасели.